# Rafael Guzmán Lecaros
Rafael Guzmán (Lima, Provincia de Lima, Perú, 26 de enero de 2008) es un futbolista peruano. Juega como defensa central y su equipo actual es el Club Universitario de Deportes de la Primera División del Perú.

## Trayectoria

### Universitario de Deportes
Guzmán realizó sus divisiones menores en Universitario de Deportes, club al que llegó a los 14 años. A inicios del 2024 realizaron una pasantía en el Real Betis.El 3 de agosto firmaría su primer contrato profesional con Universitario.Salió en la banca de suplentes por la fecha 07 del clausura frente a Deportivo Garcilaso. Para el 2025 es promovido y presentado como parte del plantel principal dirigido por el argentino Fabián Bustos.

## Clubes
| Club                      | País | Año             |
| ------------------------- | ---- | --------------- |
| Universitario de Deportes | Perú | 2025 - Presente |